# María Díaz de Haro
|  | Per a altres significats, vegeu «María Díaz II de Haro». |

María Díaz de Haro, anomenada la Bona (c. 1270 - 1342), fou la desena Senyora de Biscaia. Era filla de Lope Díaz III de Haro, assassinat a Alfaro (La Rioja) el juny de 1288, vuitè Senyor de Biscaia i d'una Montcada - Bearn.

## Família
Filla de Lope Díaz III de Haro i de Montcada - Bearn. La mare, Juana de Molina y de Lara, era filla de l'Infant de Castella Alfonso de Molina i de Suàbia i d'una Lara casada per pacte de pau amb l'Infant en el seu primer matrimoni). María Diaz de Haro va contreure matrimoni sent encara molt jove, amb l'Infant Joan de Castella i d'Aragó que era germà del rei Sanç el Brau. Les noces amb aquest fill segon d'Alfons X de Castella "El Savi" es va celebrar el 10 de gener de 1287. D'aquesta unió van néixer Juan de Haro El Borni, assassinat el 1326, Lope i Alonso. Aquests dos últims van morir sense deixar successió.

## Primer període al capdavant del Senyoriu
A l'any següent de les seves noces, el 8 de juny de 1288, moria a Alfaro el seu pare en una discussió amb Sanç IV de Castella en la qual estava present el germà del rei Sanç, el seu marit l'infant castellà Juan (Alfonsez de Castella), qui va entrar a la presó per aquest assumpte. El Senyoriu vacant per l'assassinat va passar a les mans del primogènit i germà de María, Diego López IV de Haro i de Molina - Lara que mantenia disputes amb el cunyat d'ambdós, el futur rei Sanç IV de Castella. La raó de les disputes d'aquests dos senyors de Biscaia era que ambdós eren propicis a posar en detriment del fill segon Sancho en el tron castellà als successors eventuals del mort successor i primogènit castellà Alfonso de la Cerda.
L'Infant reial Sanç havia estat desheretat formalment pel seu pare Alfons X el Savi quan, aparentment, les Corts de Castella, amb l'excepció entre altres dels sevillans, l'havien destituït com rei a de Castella i Lleó pels anomenats en l'època "los fechos del Imperio", que tenen a veure amb l'execució en 1277 sense cap classe de perdó del germà del rei Alfons, l'Infant Fadrique de Castella i de Suàbia i el seu gendre Simón Ruiz de los Cameros, Senyor de los Cameros, La Rioja, i amb els intents d'exacció fiscal per Alfons X, igual que havia fet el rei Carles I d'Espanya en 1520, per a comprar el vot d'electors palatins del Sacre Imperi tenint en compte que la mare de l'executat Fadrique i d'Alfons X era Beatriu de Suàbia.
Diego López IV va morir en 1289, solament un any després de la defunció del seu pare, sense deixar descendència, pel que el títol passava a pertànyer a María, segons opinió dels bascos, encara que el poder reial es trobés en realitat per força de les armes en mans de Sanç IV. Aquest primer període de Senyora de Biscaia es va estendre des de l'any 1289 fins a 1295.

## Usurpació del Senyoriu
El 25 d'abril de 1295 mor el qual havia estat desheretat pel seu pare Alfons X el Savi i no obstant això rei castellà Sanç IV de Castella i li substituïx el fill del rei Sanç IV, Ferran IV de Castella amb solo nou anys. S'obrí un període turbulent de lluites de poder a la cort castellana, regida per la vídua del rei o i tutora del rei nen, María de Molina, que fou aprofitat per Diego López V de Haro, amb suport de Jaume II, rei d'Aragó, per a ocupar Biscaia i arrabassar el Senyoriu a la seva neboda María i al seu marit, l'infant castellà Juan Alfónsez.
Diego López de Haro V no va cap trobar oposició a la seva entrada en el Senyoriu, en bona part perquè el marit (senyor consort de Biscaia) de María, l'Infant castellà Juan Alfónsez de Castella, es trobava a la presó pels successos d'Alfaro. Aquesta acció li va valer a Diego López V l'àlies de l'Intrús. En quedar lliure l'infant castellà i senyor consort de Biscaia don Juan Alfónsez de Castella, va intentar aconseguir que li retornessin el Senyoriu en nom seu i el de la titular la seva esposa María, i al no aconseguir-lo, es va unir a altres descontentaments, per a lluitar contra la reina regent María de Molina y de Meneses, germanastra de Juana, mare de María Diaz de Haro.
La vida de l'Infant castellà don Joan Alfónsez va estar marcada des de llavors fins a la seva mort en batalla contra els nassarites granadins uns 25 anys més tard, per les conspiracions contra la cort castellanolleonesa de la seva cunyada María de Molina y Meneses, bé per a fer valer els drets d'altres membres de la família real al tron, o bé defensant els de la seva esposa al Senyoriu de Biscaia. María de Molina y Meneses, a més de germanastra de la senyora vídua de Biscaia Juana de Molina y de Lara i, per tant, "tia" de María Diaz de Haro era també "tia" del seu propi marit del rei Sanç "El Brau". Això havia estat utilitzat per grups dissidents "legitimistes" biscaïns i aragonesos que anés en una època declarada pel papat de Roma com de matrimoni "nul", el que feia al fill primogènit d'ambdós, el després rei Ferran IV, indigne de successió a la Corona de Castella i Lleó, pesant més altres membres de la família real. El Papat Romà i després l'avinyonenc van rectificar tals decisions no obstant això a través de les pressions i canvis polítics del rei de França i de les quantioses donacions a fons perdut del famós Senyor i empresari financer i pesquer d'"allendelmar" Alfonso Pérez de Guzmán "El Bo", Senyor de Sanlúcar (Cadis), mort en batalla en la frontera nassarita (castell de Gaucín) amb els gaditans i tropes templeres el 1309 
Una vegada legalitzada la successió "irregular" per al Papat de Sanç IV i de Ferran IV, al març 1307 reunides les Juntes Generals del Senyoriu de Biscaia a Aretxabalaga Diego "L'Intrús" reconeix María Diaz de Haro com legítima hereva del Senyoriu i demana que sigui acceptada com a Senyora de Biscaia quan ell mori, cosa que ocorrerà en 1310.

## Segon període al capdavant del Senyoriu
En els primers dies de l'any 1300 Diego López de Haro V, funda Bilbao i cau mort durant el setge d'Algesires on estava, al costat del rei Ferran IV, guerrejant contra els musulmans. Maria Diaz de Haro va tenir, al principi, algunes reclamacions per part del seu "primer" Lope Díaz de Haro, el fill i hereu de l'anterior Senyor pactat, Diego López V de Haro "L'Intrús". Penedit de la renúncia que havia fet del Senyoriu i confiant en el favor del rei Ferran IV de Castella i en l'oposició que contínuament li plantejava al rei l'Infant castellà Joan, marit de Maria, va intentar, per tots els mitjans al seu abast, privar a la seva cosina del Senyoriu. Però no va poder aconseguir res ni del rei ni de la cort castellana gràcies, sobretot, a una nova intervenció de la reina mare, abans tutora, María de Molina y Meneses, germanastra de la mare de Maria, Juana de Molina y de Lara. En conseqüència, María Díaz de Haro va quedar com definitiva i pacífica posseïdora del Senyoriu de Biscaia.
Mort el 1312, el rei Ferran IV, l'Emplaçat, va quedar l'infant Joan, espòs de María Díaz de Haro, com tutor i governador del regne de Castella. Acompanyava assíduament a l'infant Pere a les batalles i en les tasques reconqueridores. En intentar prendre la ciutat de Granada, les tropes cristianes van ser atacades i derrotades pels sarraïns a uns 15 km d'aquesta ciutat, a Pinos Puente, en el lloc conegut encara avui com Cerro de los Infantes. En aquella escaramussa hi van perdre la vida molts cristians i, entre ells, els dos infants, Pedro Sánchez de Castella, oncle del rei infant Alfons XI de Castella i el seu oncle Joan Alfónsez de Castella i Aragó, Senyor Consorte de Biscaia. Era el dia 26 de juny de 1319. El cos de l'infant don Joan va ser traslladat a Burgos, i a la seva Catedral reposen les seves restes.
Durant el seu mandat es legitima la carta de fundació de Bilbao (1310) i es funden les viles de Portugalete, en 1322; Lekeitio, en 1325 i Ondarroa, en 1327. Maria Diaz I de Haro "La Bona" va combatre per la defensa dels interessos de Biscaia fins i tot contra els reis de Castella, ja que va ser nora d'Alfons X de Castella, cunyada de Sanç IV de Castella "El Brau", neboda de la reina vídua, regent i tutora María de Molina y Meneses, i família pròxima doncs del fill d'aquesta Ferran IV de Castella "L'Emplaçat" i del net de Sanç IV, Alfons XI "El Justicier".
En 1322 funda el convent de dominiques de Valencia de Campos, pren hàbits a Perales i es retira deixant com a XII Senyor de Biscaia el seu fill Joan (Yañez de Castella) el Borni que havia estat en la cort com a tutor d'Alfons XI, on no havia destacat pel seu bon comportament. Joan "El Borni" fou assassinat per mediació d'Alfons XI en 1326 i la seva mare es veu obligada a sortir del seu retir conventual per a tornar a posar-se al capdavant del Senyoriu.

## Tercer període front del Senyoriu
El rei va intentar comprar els drets de Senyor de Biscaia però María es va negar a vendre-se'ls. Surt del convent i comença un nou mandat enfront del Senyoriu. En 1334 renúncia de nou, aquesta vegada a favor de la seva neta, que també es diu María, María Díaz II de Haro i que era filla de Joan el Borni i d'Isabel de Portugal. No hi ha Isabel de Portugal Infanta de Reis de Portugal que sapiguem. L'única reina consort de Portugal en l'època de nom Isabel és aragonesa i no hi ha ascendents ni descendents amb aquest nom. La jove María Díaz II de Haro es casaria amb Juan Núñez de Lara IV i governaria Biscaia amb el nom de María Díaz II de Haro. Aquest període de govern s'estén des de 1326 fins a 1334. María Díaz de Haro, desena Senyora de Biscaia va morir a l'alba d'un dimecres, dia 3 d'octubre de l'any 1342.